# Helge Sasse
Helge Sasse (* 16. August 1956 in Köln) ist ein deutscher Filmproduzent und Jurist. Von 2006 bis 2014 war er Vorstandsvorsitzender der Senator Entertainment AG.

## Leben
Sasse studierte Rechts- und Politikwissenschaft an den Universitäten München, Genf und Paris und arbeitete über 10 Jahre als freier Journalist, Radiomoderator und TV-Redakteur, vorwiegend im Bereich Musik und Show, unter anderem für den Bayerischen Rundfunk, Südwestrundfunk, den Norddeutschen Rundfunk und SFB oder privaten Rundfunksendern wie etwa Tele 5 und Pro7. Als Fernsehproduzent und Mitgründer von VIVA TV und MM&E war er Gesellschafter und Aufsichtsratsmitglied in einigen Medienunternehmen. Als Rechtsanwalt (seit 1989) gründete er 1991 in München eine eigene Kanzlei. Anfang des Jahres 2006 wurde er Aufsichtsratsvorsitzender der „Senator Entertainment AG“, ab April Vorstandsvorsitzender und vom 17. Dezember 2008 bis 28. Februar 2013 der alleinige Vorstand dieses Unternehmens. Unter seiner Leitung brachte der Senator Film Verleih Erfolgsfilme wie Der Vorleser, The Kings Speech oder A Single Man und 2012 den Blockbuster Ziemlich Beste Freunde in die deutschen Kinos, der mit fast 10 Millionen Kinobesuchern noch zur Top Ten der erfolgreichsten Filme aller Zeiten in Deutschland gehört.
Als Produzent und Koproduzent war Helge Sasse in seiner Zeit bei Senator Film verantwortlich für Filme wie Goethe!, Der Koch sowie Die geliebten Schwestern, Mr. Morgans last love und A Most Wanted Man.
Zum 20. Juni 2014 legte Helge Sasse nach acht Jahren sein Amt als Vorstandsvorsitzender der Senator Entertainment AG nieder.
Unter seiner Führung engagierte sich die Senator Film, neben dem Kerngeschäft Produktion und Verleih von deutschen und internationalen Kinofilmen, auch in den Bereichen TV-Produktion, Musik und im DVD-Vertrieb. Als Grund für seinen Weggang gelten Ankäufe von internationalen Filmen wie u. a. Silver Linings Playbook, Side Effects und The Master, die an den deutschen Kinokassen nicht den hohen Erwartungen entsprachen. Noch vor seinem Ausscheiden initiierte Helge Sasse die Übernahme der Senator Entertainment AG durch die französische Wild Bunch Gruppe, die am 25. Juli 2014 angekündigt und zum 1. Juli 2015 vollzogen wurde. Seither firmiert die ehemalige Senator Entertainment europaweit sehr erfolgreich als Wild Bunch AG.
Nach seinem Weggang von Senator ließ sich Sasse in München als Teil der Rechtsanwälte Sasse & Partner nieder, seit 2016 SBL Sasse, Bachelin & Lichtenhahn (Berlin, München) und gründete mit der tempest film sein eigenes Filmproduktionsunternehmen.
In den Jahren von 2015 bis 2019 produzierte tempest film 3 Kinospielfilme und 2 Dokumentarfilme. Die Verfilmung des Weltbestsellers Narziss und Goldmund durch den Oscar-Gewinner Stefan Ruzowitzky, die am 12. März 2020 mit großem Aufwand in den Kinos startete, fiel nur 3 Tage später im Lockdown der Corona-Pandemie vollständig zum Opfer. Erst 3 Jahre später, 2023 entstand mit Die Herrlichkeit des Lebens über Franz Kafkas letzte große Liebe Dora Diamant der 7. Film, der im März 2024 in den Kinos startete.

## Filmografie (Auswahl)
Als Produzent
- 2010: Goethe! (Nominiert für Lola Award)
- 2011: Der ganz große Traum
- 2013: Mr. Morgans letzte Liebe
- 2013: Der Koch
- 2013: Im weißen Rössl – Wehe Du singst!
- 2014: Pettersson und Findus – Kleiner Quälgeist, große Freundschaft
- 2014: Miss Sixty
- 2016: Lou Andreas-Salomé
- 2015: THE SCORPIONS – Forever And A Day
- 2017: Meine teuflisch Gute Freundin
- 2017: The Holy Mountain
- 2018: Tabaluga
- 2020: Narziss und Goldmund
- 2024: Die Herrlichkeit des Lebens

Als Koproduzent
- 2010: Geliebtes Leben
- 2011: Wer wenn nicht wir (Lola Award in Bronze)
- 2012: Was weg is, is weg
- 2012: Das Leben ist nichts für Feiglinge
- 2013: Choral des Todes (La Marque des anges)
- 2013: Mein Weg nach Olympia (Dokumentarfilm)
- 2013: Westen
- 2013: 00 Schneider – Im Wendekreis der Eidechse
- 2013: A Most Wanted Man
- 2014: Beltracchi – Die Kunst der Fälschung
- 2014: Die geliebten Schwestern
- 2014: Dr. Proktors Pupspulver
- 2014: Dessau Dancers